# Nambaryn Enchbajar
Nambaryn Enchbajar, mongolsky: Намбарын Энхбаяр, (* 1. června 1958 v Ulánbátaru) je mongolský politik, v letech 2000–2004 předseda vlády a v letech 2005–2009 prezident Mongolské republiky.

## Život
Vystudoval literaturu na univerzitách v Moskvě a v Leedsu. V letech 1980–1990 pracoval jako překladatel a byl též funkcionářem Mongolského svazu spisovatelů. Od roku 1985 je členem Mongolské lidové revoluční strany (MLRS). Roku 1992 byl zvolen poslancem Velkého státního churalu a v letech 1992 až 1996 zastával funkci ministra kultury. Poté, co v roce 1997 převzal vedení MLRS, podařilo se mu ji zmodernizovat a dovést k vítězství v následujících volbách roku 2000, po němž se stal předsedou vlády. V tomto úřadě setrval až do voleb 2004, kdy jeho strana ztratila část křesel. Od srpna 2004 do května 2005 posléze zastával funkci předsedy parlamentu.
V prezidentských volbách, konaných dne 22. května 2005, byl Nambaryn Enchbajar již v prvním kole lidového hlasování ziskem 53,4 procenta hlasů zvolen prezidentem Mongolské republiky, zatímco jeho hlavní soupeř, Mendsajchan Enchsajchan z Mongolské demokratické strany, obdržel 20 procent.
V prezidentských volbách v roce 2009 jej porazil Cachjagín Elbegdordž.